# Frieder W. Lichtenthaler
Frieder W. Lichtenthaler (* 19. Januar 1932 in Heidelberg; † 6. November 2018 in Darmstadt) war ein deutscher Chemiker und Hochschullehrer.

## Leben
Lichtenthaler studierte von 1952 bis 1957 Chemie an der Ruprecht-Karls-Universität Heidelberg und wurde 1959 bei Friedrich Cramer mit einer Dissertation zur Reaktivität von Enolphosphaten zum Dr. rer. nat. promoviert. Nach zwei Jahren Postdoc-Aufenthalt bei Hermann Otto Laurenz Fischer an der University of California, Berkeley, habilitierte er sich bei Clemens Schöpf an der Technischen Universität Darmstadt (1963), wurde dort Privatdozent und ab 1969 außerordentlicher Professor. Von 1972 ergangenen Rufen an die Universitäten Kiel, Hohenheim und Darmstadt lehnte er erstere ab und übernahm die ordentliche Professur für Organische Chemie II an der TU Darmstadt, wo er von 1976 bis 1978 auch Dekan des Fachbereiches Chemie war. Gastprofessuren führten ihn an die Keio University, Tokyo (1973), die Kyoto University (1976), die Tongji University, Shanghai (1981), 1985 an die University of California, Berkeley, 1989 an die Lajos Kossuth University, Debrecen und 1992 an die Yokohama City University. In den Jahren 1986 bis 1988 war Lichtenthaler Präsident der European Carbohydrate Organisation und Chairman der Eurocarb IV Conference 1987 in Darmstadt. Ab April 2000 war er Emeritus Professor. Lichtenthaler war der älteste von fünf Brüdern, darunter Hartmut Lichtenthaler.
1966 heiratete Lichtenthaler die Architektin Evemaria von Infeld. Aus der Ehe gingen drei Kinder hervor.

## Werk
Lichtenthalers in über 300 wissenschaftlichen Artikeln und 8 Patenten niedergelegte Forschungsarbeiten befassen sich mit der Nutzung von Kohlenhydraten als nachwachsende Rohstoffe, mit der Synthese immunologisch bedeutsamer Oligosaccharide unter Anwendung des eigens hierfür entwickelten Ulosyl Donor Approaches, sowie der Totalsynthese komplexer Naturstoffe in enantioreiner Form aus Zucker-derivierten Bausteinen, so zum Beispiel die Antibiotika Gougerotin und Spectinomycin, die Weichkoralleninhaltsstoffe Palythazin und Bisseton, die Pflanzensäure Daucic Acid oder das Alternaria citri Toxin. Darüber hinaus beschäftigte er sich ausgiebig mit der Computersimulation chemischer und biologischer Eigenschaften von Zuckern, Cyclodextrinen und Stärke. Quasi als Hobby befasst er sich auch mit der Geschichte der Chemie, insbesondere mit Protagonisten der Kohlenhydratchemie wie Emil Fischer, Karl Freudenberg, Hermann Otto Laurenz Fischer und Burckhardt Helferich.

## Ehrungen
- 1988 Kitasato-Medaille der Kitasato-Universität, Tokyo, Japan
- 1992 Honorary Professorship, Yokohama City University, Japan
- 1993 Ehrendoktorwürde, Lajos-Kossuth-Universität, Debrecen, Ungarn
- 1994 Science Award der Sugar Processing Research Institution, New Orleans, USA.
- 2004 Ehrenmitglied der Ungarischen Akademie der Wissenschaften, Budapest

## Mitgliedschaften
- Gesellschaft Deutscher Chemiker (seit 1956)
- American Chemical Society (seit 1959)
- Chemical Society of Japan (seit 1973)
- European Carbohydrate Organization (seit 1983, President 1985–87)
- Fellow Royal Society of Chemistry, London (FRSC, seit 1985)